# Melitaea robertsi
Melitaea robertsi är en fjärilsart som beskrevs av Butler 1880. Melitaea robertsi ingår i släktet Melitaea och familjen praktfjärilar. Inga underarter finns listade i Catalogue of Life.